# Туманність де Мерана
Мессьє 43 (М43, інше позначення NGC 1982) — емісійна туманність в сузір'ї Оріона. Є областю іонізованого водню, де відбуваються процеси активного зореутворення.
- Тип туманності: E + R (відображення і випромінювання).
- Видимість становить: eB (Екстремально яскрава).
- Яскравість (за шкалою Ліндсі): 1 (найяскравіша).
- Колір: R (червона).
- Висвітлює зірка: Hd 37061.
- Спектральний тип висвітлює зірки: B1V.

## Спостереження

М42/М43 — «Велика Туманність Оріона»

М43 — частина «Великої Туманності Оріона» одного з найвідоміших об'єктів далекого космосу . Найкращий сезон для спостережень — зима. Основна туманність на хорошому небі помітна неозброєним оком як нерізкість зірки θ Оріона — середньої в так званому «мечі Оріона» (ι, θ і 45 Ori). У гарний бінокль М43 вже може бути помічена у вигляді окремої деталі на північ від основної маси туманності Оріона.
У середній по апертурі телескоп (діаметром об'єктива 100—150 мм) на чорному заміському небі видно як «кома» яка відокремлена від М42 контрастним чорним провалом завширшки кілька кутових хвилин. У центрі туманності світиться змінної яскравості зірка NU Ori (6.5-7.6m). Велика апертура дає можливість побачити різницю в контрасті східного і західного країв М43. Східний — різкий і контрастний, але за чорною смугою, яка обмежує його, можна побачити неяскраве продовження туманності далі на схід.
Цікаво, що М43 і М42 по-різному реагують на так звані «діпскай»-фільтри. У порівнянні з М42, М43 не так відгукується на застосування UHC і O  III , а ось Hβ-фільтр помітно допомагає посилити її контраст.

## Зображення

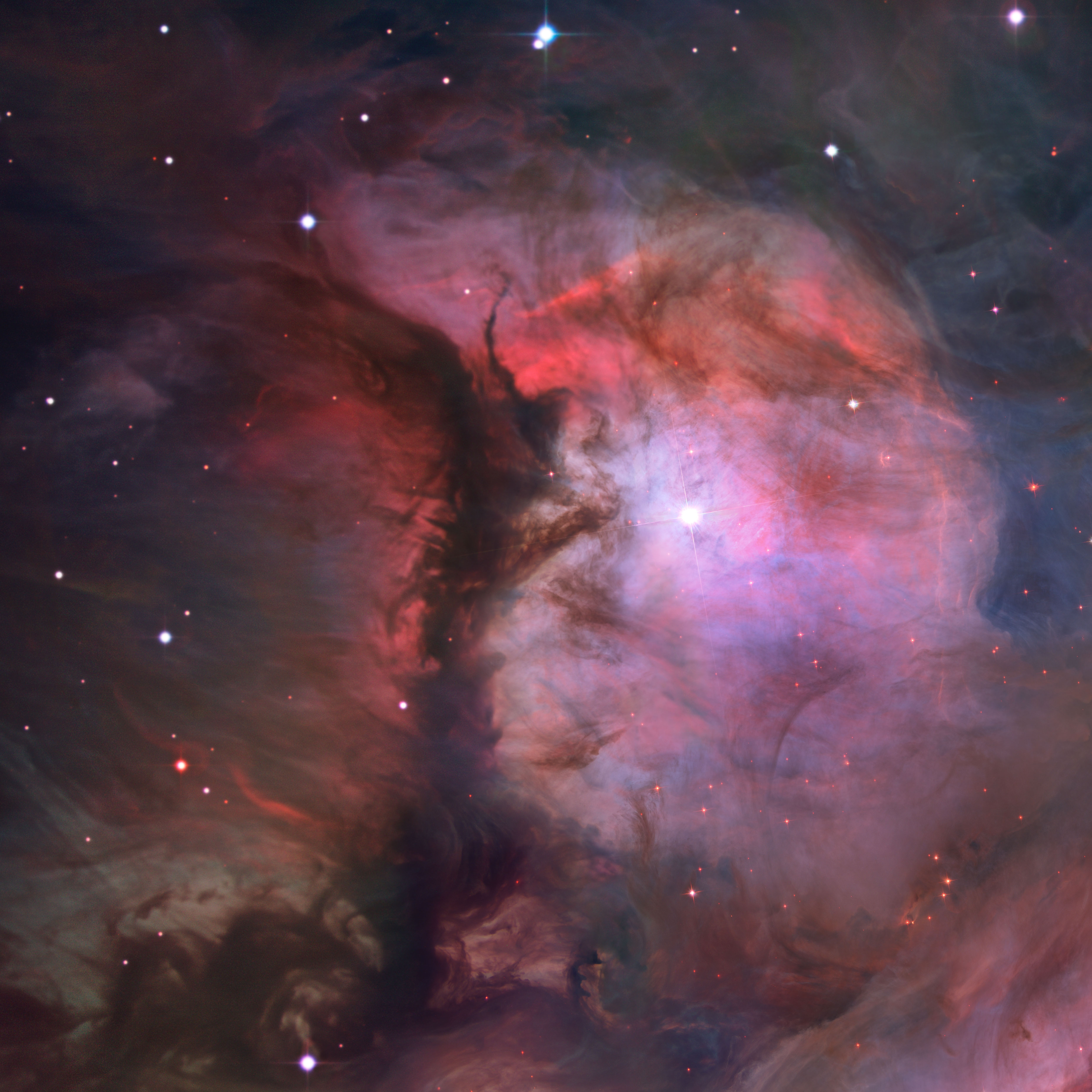
M43

### Сусіди по небу з каталогу Мессьє
Найближчий і найцікавіший до М43 об'єкт — «Велика Туманність Оріона» або М42, а разом з парою М42/43, довгими зимовими вечорами зазвичай спостерігають такі об'єкти з каталогу Мессьє:
- М78 — комплекс досить яскравих відбивних туманностей на північно-північно-схід від ξ Ori (східної зірки «пояси Ріон»);
- М79 — кулясте скупчення в Зайці (в «ногах» Оріона, далеко на південь від М42/43);
- М50 — красиве розсіяне скупчення (Єдиноріг, на схід від М42/43);
- М41 — ще одне, яскраве скупчення (у Великого Пса, на південний схід від М42/43)

### Послідовність спостереження в «Марафоні Мессьє»
… М79 → М42 →М43 → М78 → М45 …

## Новігатори
Координати:  05г 35.6м 00с, −05° 16′ 00″
| ◄ NGC 1978 \| NGC 1979 \| NGC 1980 \| NGC 1981 \| NGC 1982 \| NGC 1983 \| NGC 1984 \| NGC 1985 \| NGC 1986 ► |